# Vasco Núñez de Balboa
Vasco Núñez de Balboa (Jerez de los Caballeros, Extremadura; 1475 - Acla, Panamà; 15 de gener de 1519) va ser un explorador, governant i conqueridor espanyol. És famós per haver estat el primer europeu a arribar a les aigües de l'oceà Pacífic, que va anomenar mar del Sud, i el primer a fundar una ciutat en el territori continental d'Amèrica. Va arribar a confirmar que Amèrica no era Àsia

## Infantesa i joventut
Vasco era descendent dels senyors del castell de Balboa, que està situat a prop de Villafranca del Bierzo, a la província de Lleó. Son pare va ser Nuño Arias de Balboa, un hidalgo, però no es té informació de qui va ser sa mare, ni tampoc se'n sap res de la seva infantesa.
D'adolescent va servir com a patge i escuder de Pere de Portocarrero, senyor de Moguer. El 1500, motivat per les narracions del seu amo que li contava els viatges de Colom, va decidir emprendre el seu primer viatge al Nou Món com a membre de l'expedició de Rodrigo de Bastidas. El 1501 va viatjar per les costes del mar Carib: va anar des de l'est del Panamà, passant pel golf de Urabá, fins a arribar al cap de la Vela a l'actual Colòmbia. El 1502, amb els diners guanyats en aquesta campanya, es va poder retirar a La Española, on es va comprar una propietat i allà va viure alguns anys dedicant-se a l'agricultura. No va tenir sort en els negocis i es va endeutar, la qual cosa provocà que hagués d'abandonar la propietat.
El 1508, el rei d'Espanya, Ferran el Catòlic, va sotmetre a concurs la conquesta de Terra Ferma. Es van crear dues noves governacions a les terres compreses entre els caps de la Vela i de Gracias a Dios, a l'actual frontera entre Hondures i Nicaragua. Com a límit entre les dues noves governacions es va fixar el golf d'Urabà; a l'est hi havia Nova Andalusia, governada per Alonso de Ojeda, i a l'oest Veragua, governada per Diego de Nicuesa.

## L'expedició de Fernández de Enciso
El 1509, havia de partir un vaixell que formava part de l'expedició comandada pel batxiller i Alcalde Major de Nova Andalusia, Martín Fernández de Enciso, que havia de socórrer el seu superior, Alonso de Ojeda. Ojeda, amb setanta homes, havia fundat el poblat de San Sebastián de Urabà a Nova Andalusia, al mateix lloc on temps després s'alçaria la ciutat de Cartagena d'Indies. Prop del poblat vivien indígenes bel·licosos que empraven armes enverinades i que van ferir Ojeda en una cama. Poc després, Ojeda va abandonar l'establiment i va marxar a la Hispaniola, deixant en el seu lloc amb uns quants homes Francisco Pizarro, qui en aquell moment només era un soldat; aquesta guarnició, durant uns cinquanta dies, havia de mantenir sota control el poblat, i si no era possible, havien de tornar a la Hispaniola.
Balboa, que s'havia arruïnat, per tal de fugir dels seus creditors a Santo Domingo, es va embarcar en el vaixell de l'expedició com a polissó, amagant-se a dintre d'un barril al seu gos Leoncico. Fernández de Enciso va descobrir Balboa abans d'arribar a San Sebastián de Urabà, i el va amenaçar de deixar-lo a la primera illa deserta que trobessin. Finalment, Enciso va pensar que els coneixements de la regió adquirits per Balboa vuits anys enrere li podien ser d'utilitat, per la qual cosa Balboa va poder quedar-se al vaixell i formar part de l'expedició. De fet, tots dos es van posar d'acord per eliminar Nicuesa, que estava al càrrec de la governació de Veragua.

### Fundació de Santa María la Antigua del Darién
Quan van passar els cinquanta dies, Pizarro va començar a moure's per tal de tornar a la Hispaniola, però va ser en aquell moment quan l'expedició de Fernández de Enciso, on viatjava Balboa, va arribar al continent. Nuñéz de Balboa va guanyar-se la confiança dels seus companys d'expedició i una bona reputació, tot gràcies al seu carisma i als coneixements que tenia del terreny. Per contra, el que era el cap de l'expedició, Fernández de Enciso, va emprar el seu poder com a Alcalde Major per a ordenar el retorn al poblat de San Sebastián, cosa que va disgustar els homes, i més quan en arribar al lloc van comprovar que estava totalment destruït i que els indígenes els esperaven per atacar-los.
Núñez de Balboa va suggerir el trasllat del poblat de San Sebastián a la regió del Darién, situada a l'oest del golf d'Urabà, ja que l'actual ubicació era molt perillosa mentre que el territori suggerit per Balboa era més fèrtil i els seus indígenes menys bel·licosos. Fernández de Enciso va fer cas del suggeriment i el regiment es va traslladar a Darién, on els estava esperant el cacic Cémaco junt amb 500 guerrers. L'enfrontament entre els indígenes i els espanyols va ser molt intens, però finalment van ser els espanyols els que van guanyar la batalla. Cémaco i els seus homes van fugir del seu poble cap a l'interior de la selva, acció que van aprofitar els espanyols per a saquejar les cases, reunint un important botí consistent en joiells d'or. Després de la victòria, el setembre de 1510, Núñez de Balboa va fundar el primer establiment permanent en les terres del continent Americà, al que va anomenar Santa María la Antigua del Darién. El nom triat fa referència al fet que abans de l'enfrontament amb els natius de Cémaco, els espanyols van fer un vot a la Mare de Déu de la Antigua, venerada a Sevilla, i si guanyaven la batalla donarien el seu nom a una població de la regió.

### Alcalde de Santa María la Antigua de Darién
Els fets ocorreguts van donar més autoritat a Balboa i van fer que es guanyara la consideració entre els seus companys, que farts de Fernández de Enciso, qualificat de dèspota i avar per les restriccions amb l'or aconseguit en el saqueig, va perdre el suport dels seus homes. Aleshores, Balboa va saber traure profit de la situació generada i es va proclamar representant dels colons disgustats, i fent ús de la llei va destituir a Enciso del càrrec de governador de la ciutat, del qual gaudia. Per a poder destituir a Enciso va emprar el raonament de què com que governava la ciutat en nom d'Ojeda, i aquell era el governador de Nova Andalusia, i ara estaven a territori de Veragua, en haver passat el golf d'Urabà, domini de Nicuesa, Enciso ja no tenia cap autoritat. Enciso havia de ser deposat i arrestat. Una vegada destituït, es va triar un govern municipal, el primer que hi va haver al continent americà, i es van designar dos alcaldes: Martín Samudio i Vasco Núñez de Balboa.
Poc després va arribar a Santa María una flotilla encapçalada per Rodrigo Enrique de Colmenares, que anava a la recerca de Nicuesa, qui també es trobava en un tràngol en algun lloc del nord del Panamà. Una vegada es va assabentar del que havia passat, Colmenares va instar als colons a sotmetre's baix l'autoritat de Nicuesa, ja que estaven al seu territori de la governació de Veragua. Enrique de Colmenares va convidar a dos representants, que havien de ser nomenats pel Capítol, perquè viatjaren amb ell i que oferiren el control de Santa María a Nicuesa. Els dos representants que van ser triats van ser, Diego de Albites i Diego del Corral.

### Governador de Veragua
L'expedició d'Enrique de Colmenares va trobar a Nicuesa prop d'on es troba avui en dia la ciutat de Nombre de Dios, malferit i amb pocs homes, a causa d'un enfrontament amb els natius de la regió. Quan Nicuesa es va assabentar dels fets ocorreguts a Darién, va planejar castigar a Balboa i els seus homes pel que considerava una intromissió en el seu territori, ja que Darién es trobava a la part de la governació de Veragua. Lope de Olano, que estava presoner junt a altres presos, va persuadir als dos representants de Santa María, de Albites i del Corral, que cometrien un error entregant el control de la població a Nicuesa. Aquell era qualificat de cruel i àvar, i que acabaria amb la prosperitat de la nova ciutat. Els dos representants van fugir al Darién i van informar a Núñez de Balboa i a la resta d'autoritats de les intencions del governador.
Així, quan Nicuesa va arribar a port, una gentada va desencadenar un tumult, que va impedir prendre terra al governador. Aleshores, Nicuesa va provar de ser rebut, no com a governador, sinó com a simple soldat, però ni així se li va permetre. Finalment, Nicuesa va ser obligat a embarcar en un vaixell en males condicions i amb poques provisions, i va ser abandonat a la mar junt a disset homes més. El vaixell va desaparèixer sense deixar rastre dels seus ocupants i Núñez de Balboa va obtenir així el càrrec de Governador de Veragua.

## El conqueridor

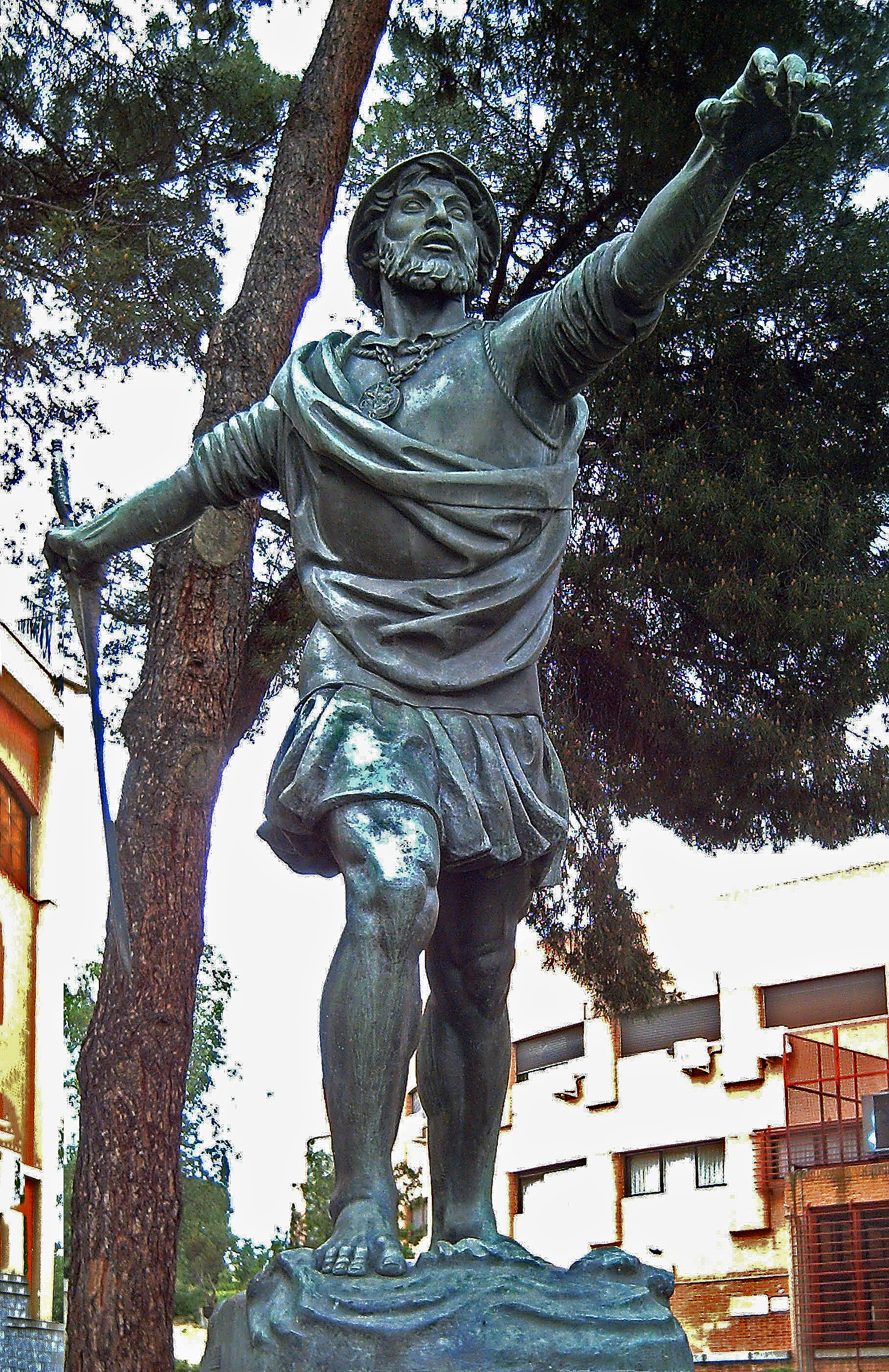
Estatua de Núñez de Balboa a Madrid (E. Pérez, 1954).

Després d'obtenir el càrrec de governador de Veragua, una de les primeres decisions de Núñez de Balboa va ser al de jutjar al batxiller Fernández de Enciso per usurpació de l'autoritat. Enciso va ser condemnat a pena de presó i els seus béns van ser confiscats, encara que finalment va ser alliberat amb la condició que tornara primer a La Hispaniola i més tard a Espanya. En el mateix vaixell amb el qual va retornar Fernández de Encisa van viatjar dos representants de Núñez de Balboa amb el propòsit d'explicar a la metròpoli el que havia passat a la colònia i per demanar més homes i provisions per a continuar amb la conquesta de Veragua.
Al mateix temps, Núñez de Balboa va embarcar-se en direcció a l'oest per tal de recórrer l'istme de Panamà, viatge en el que va sotmetre diverses tribus indígenes i va enfortir la seua amistat amb altres, al mateix temps que penetrava en el territori a la recerca d'or, esclaus i d'ampliar els seus dominis. En aquelles expedicions va haver de fer front a diverses revoltes que qüestionaven la seua autoritat. Inclús va enviar una carta al rei d'Espanya que deia: "He ido adelante por guía y aun abriendo los caminos por mi mano" ("He anat davant per guia i inclús obrint els camins amb la meua mà").
Núñez de Balboa va aconseguir que els colons cultivaren panís i va rebre provisions de La Hispaniola i d'Espanya, i va aconseguir que els seus soldats s'acostumaren a la vida d'exploradors de les noves terres. També va aconseguir grans quantitats d'or, sobre tot provinent d'adorns de dones indígenes o obtingut de forma violenta. L'any 1513 va escriure una carta al rei d'Espanya en la que li demanava més homes aclimatats en La Hispaniola, armes, provisions, fusters per construir vaixells i materials per a poder construir una drassana. El 1515 va escriure una altra carta en la qual parlava de la seua política humanitària amb els indígenes, però al mateix temps aconsellava actuar amb duresa amb els caníbals i altres tribus hostils.
Entre finals de 1512 i principis de 1513 va arribar a una comarca dominada pel cacic Careta, al que va dominar fàcilment, encara que més tard van establir amistat, fins al punt que Careta va rebre el bateig i va pactar una aliança amb Núñez de Balboa per la qual s'assegurava el subministrament de provisions, tan necessaris per a la pervivència de la colònia. Núñez de Balboa va continuar la seva conquesta en arribar a les terres del cacic Ponca, rival de Careta. Ponca i la seva gent van fugir a les muntanyes, fet que propicià que els espanyols i els seus aliats saquejaren la comarca. Més tard es va dirigir a les terres del cacic Comagre, terres molt fèrtil però salvatge, on van ser rebuts pacíficament i amb compliment, fins al punt que el seu líder, Comagre, va ser batejat.
En esta comarca va ser on Núñez de Balboa va sentir a parlar per primera vegada de l'existència d'un altre mar, i tot gràcies a una disputa per l'or que anaven a rebre els espanyols. Panquiaco, fill major de Comagre, enfadat per l'avarícia dels espanyols, tombà la balança amb la qual pesaven l'or i va dir: "Si tan ansiosos esteu d'or que abandoneu la vostra terra per vindre a inquietar l'aliena, jo us mostraré una província on podreu a mans plenes satisfer eixe desig". Aleshores Panquiaco va relatar històries d'un regne al sud on la gent era tan rica que usava vaixelles i utensilis d'or per a menjar i beure, però que es necessitaven almenys deu mil homes per vèncer a les tribus que vivien terra endins i els que vivien en les costes de l'altre mar.

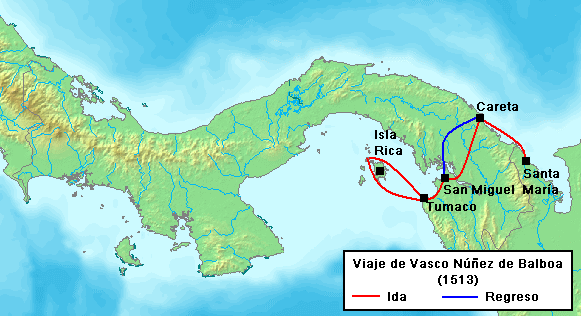
Ruta del viatge de Núñez de Balboa al Mar del Sud el 1513.

## El descobriment del Mar del Sud
La notícia inesperada d'un nou mar ric en or va ser presa molt en compte per Núñez de Balboa. Va decidir tornar a Santa Maria a començaments de 1513 per disposar de més homes provinents de La Española, i va ser allà quan es va assabentar que Fernández de Enciso havia persuadit les autoritats colonials de l'ocorregut a Santa María; així, Núñez de Balboa va enviar Enrique de Colmenares directament a Espanya per buscar ajuda, en vista que no hi va haver resposta de part de les autoritats de La Española.
Mentre a Santa María s'organitzaven expedicions a la recerca del famós mar. Alguns van recórrer el riu Atrato fins a deu leguas cap a l'interior, sense cap èxit. La resposta de més homes i subministraments a Espanya va ser negada, perquè el cas de Fernández de Enciso ja era conegut per la Cort espanyola. Així, a Núñez de Balboa no li quedava més remei que emprar els pocs recursos que tenia a la ciutat per realitzar el descobriment.
Usant diversos informes donats per cacics indígenes amics, Núñez de Balboa va emprendre el viatge des de Santa María a través de l'istme de Panamà l'1 de setembre de 1513, junt amb 190 espanyols, alguns guies indígenes i una gossada de gossos. Usant un petit bergantí i deu canoes indígenes van recórrer per mar i van arribar a les terres del cacic Careta i el dia 6 es van internar junt amb un contingent de mil indígenes de Careta cap a les terres de Ponca, que s'havia reorganitzat; però va ser vençut, sotmès i va fer aliança amb Núñez de Balboa. Després de diversos dies i unint-se diversos homes de Ponca es van remuntar a l'espessa selva el dia 20 i passant amb algunes dificultats van arribar el dia 24 a les terres del cacic Torecha, que dominava el poblat de Cuarecuá. En aquest poblat es va desencadenar una batalla fèrria i persistent; Torecha va ser vençut i va morir en combat. Així, els homes de Torecha van decidir aliar-se amb Núñez de Balboa, encara que gran part de l'expedició era exhausta i malferida pel combat i molts d'aquests van decidir fer descans a Cuarecuá.

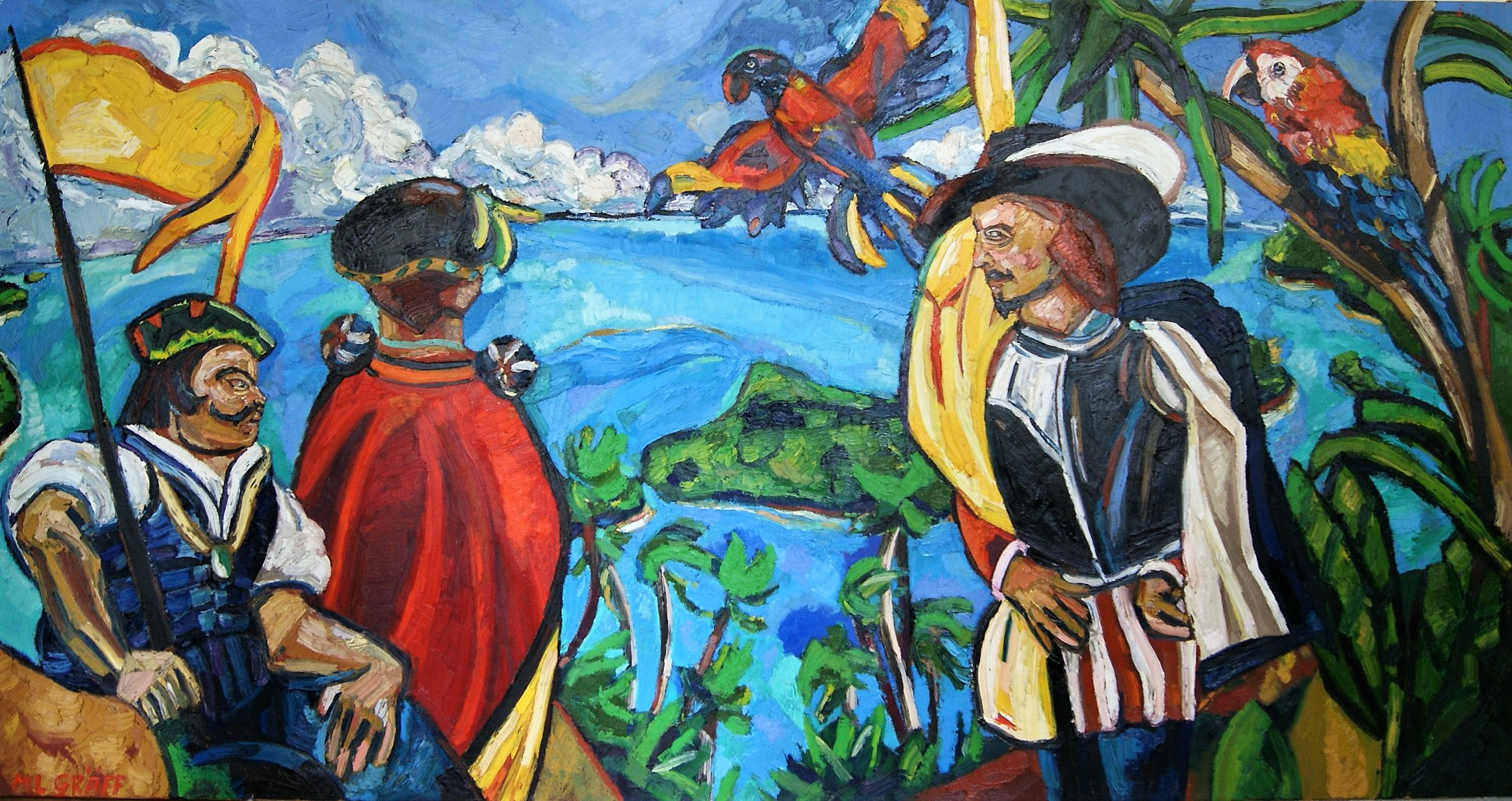
El descobriment del Pacífico de Vasco Núñez de Balboa, Panamà - 25 de setembre de 1513, 11:00 a.m., pintura de Matthias Laurenz Gräff (2009/10)

Els pocs que van seguir a Núñez de Balboa es van internar a les serralades del riu Chucunaque el dia 25. Segons informes dels indígenes, al cim d'aquesta serralada es podia veure el mar, de manera que Núñez de Balboa es va avançar a la resta dels expedicionaris, i abans del migdia va aconseguir arribar al cim i contemplar, lluny en l'horitzó, les aigües del mar desconegut. L'emoció va ser tal que els altres es van afanyar a demostrar la seva alegria i felicitat pel descobriment aconseguit per Núñez de Balboa. El capellà de l'expedició, el clergue Andrés de Vera, va aconseguir entonar el Te Deum Laudamus. Tot això va ocórrer el 25 de setembre de 1513.

## La possessió i conquesta del Mar del Sud

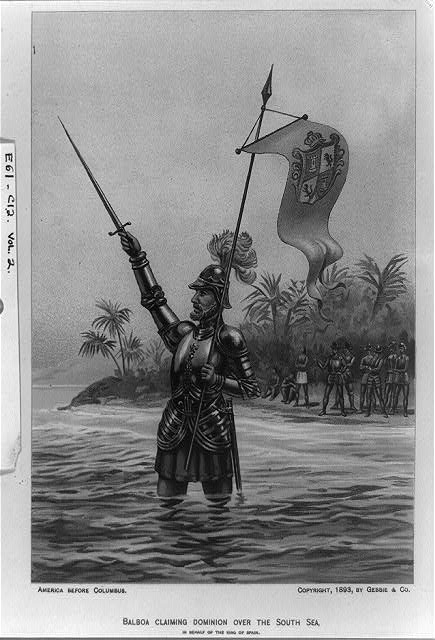
Vasco Núñez de Balboa prenent possessió del Mar del Sud.

Passat el moment èpic del descobriment, l'expedició va baixar de les serralades amb rumb al mar arribant a les terres del cacic Chiapes, hi va haver un breu combat però va ser vençut i convidat a participar de l'expedició. De la comarca de Chiapes van sortir tres grups a la recerca de camins que arribessin al mar; el grup que liderava Alonso Martín va arribar a les seves vores dos dies després, embarcant-se en una canoa i donant fe que havia navegat per primera vegada l'esmentat mar. De tornada va avisar Núñez de Balboa i aquest va marxar amb 26 homes que van arribar a la platja; Núñez de Balboa va aixecar les seves mans, en una estava la seva espasa i en una altra un estendard que estava pintada la Mare de Déu, va entrar al mar fins als genolls i va prendre possessió del mar en nom dels sobirans de Castella.
Després d'haver recorregut més de 110 quilòmetres, va batejar el golf on eren com San Miguel, perquè va ser descobert el dia de Sant Miquel Arcàngel, 29 de setembre i al nou mar com Mar del Sud nom donat llavors a l'oceà Pacífic, pel recorregut que va prendre l'exploració en arribar a l'esmentat mar. Aquest fet és considerat per la història com el capítol més important de la conquesta, després del descobriment d'Amèrica.
Posteriorment, Balboa es va voler proposar la recerca de les comarques riques en or. Així va decidir recórrer les terres dels cacics Coquera i Tumaco, Núñez de Balboa els va vèncer fàcilment i prenent les seves riqueses en or i perles, es va assabentar després que les perles es produïen en abundància en unes illes on regia Terarequí, un poderós cacic que dominava aquesta regió. Així Núñez de Balboa va decidir embarcar-se en canoa cap a aquestes illes, a pesar que era el mes d'octubre de 1513 i les condicions climàtiques no eren les millors. Tot just va aconseguir albirar les illes, i va dir-li Isla Rica (avui Isla del Rei) a la major d'aquestes; i a tota la regió la va cridar Arxipèlag de les Perles, es pot anotar que aquest nom encara el posseeix en l'actualitat.
El novembre, Núñez de Balboa decideix tornar a Santa María la Antigua del Darién però usant una ruta diferent, per continuar conquerint territoris i obtenir majors riqueses amb el seu botí. Va passar les comarques de Teoca, Pacra, Bugue Bugue, Bononaima i Chiorizo, vencent-los alguns amb força i altres amb diplomàcia. Quan va arribar als territoris del cacic Tubanamá, Núñez de Balboa va haver d'enfrontar-lo amb molta violència i ho aconsegueix vèncer; el desembre arriba a les terres del cacic Pocorosa en el golf de San Blas, ja al Carib i després es dirigeix a les terres de Comagre, on ja el cacic havia mort per l'edat i el seu fill Panquiaco era el nou cacic.
D'allà va decidir travessar les terres de Ponca i Careta, per a finalment arribar a Santa María el 19 de gener de 1514, amb un gran botí d'articles de cotó, més de 100 mil castellanos d'or, sense comptar amb la quantitat de perles; però això no es comparava amb el descobriment d'un nou mar per als espanyols. Núñez de Balboa assigna Pedro de Arbolancha perquè viatgi a Espanya amb la notícia del descobriment i va enviar una cinquena part de les riqueses obtingudes al rei, tal com ho establien les lleis.

## Disputes amb Pedrarias
Les acusacions del batxiller Fernández de Enciso, a qui Núñez de Balboa havia desposseït del poder, i la destitució i posterior desaparició d'Ojeda van fer que el rei nomenés governador de la nova província de Castella d'Or a Pedro Arias d'Àvila, més conegut com a Pedrarias Dávila, qui després es va destacar per la seva actitud sanguinària i que substituiria la governació de Veragua. Quan d'Arbolancha va arribar, va fer que es calmessin una mica els ànims i les peticions d'homes que Balboa havia fet al monarca espanyol les va complir aquest a través del nou governador, qui va partir amb una expedició de 1500 homes i 17 naus, sent la més nombrosa i completa que havia sortit d'Espanya amb destinació a Amèrica.
En aquesta gran expedició el van acompanyar el llicenciat Gaspar de Espinosa amb el càrrec d'Alcalde Gran, el mateix batxiller Fernández de Enciso ara com a Agutzil Gran, el cronista Gonzalo Fernández d'Oviedo que anava en qualitat d'oficial real; diversos capitans, entre ells Juan de Ayora com a lloctinent de Pedrarias; diversos clergues entre qui ressaltava el frare franciscà Juan de Quevedo assignat com a bisbe de Santa María; i finalment venien dones entre les quals era Isabel de Bobadilla, esposa de Pedrarias. Més de cinc-cents homes van morir de gana o víctimes del clima poc després de desembarcar a Darién. Fernández d'Oviedo va expressar que cavallers coberts de sedes i brocats, que s'havien distingit valerosament en les guerres, d'Itàlia, morien d'inanició consumits per la naturalesa de la selva tropical.
Balboa va rebre a Pedrarias junt amb els seus emissaris, el mes de juliol de 1514 i va acceptar bastant resignat la substitució del càrrec de governador i Alcalde Gran, això va causar alguna cosa de ràbia entre els colons i alguns ja pensaven a usar les armes per enfrontar-los, tanmateix Núñez de Balboa va mostrar el seu respecte amb els nous emissaris colonials.
Quan Pedrarias va prendre el càrrec, Gaspar de Espinosa va capturar Núñez de Balboa i se li va enjudiciar «en absència», donant com a resultat el pagament d'una indemnització a Fernández de Enciso i a altres acusadors de part de Núñez de Balboa i va ser declarat innocent de la mort de Nicuesa, pel que es va alliberar posteriorment.
A causa de la situació de sobrepoblación a Santa María, Pedrarias va cridar diversos expedicionaris per buscar nous llocs per establir-se; Núñez de Balboa li va demanar Pedrarias perquè pogués realitzar una expedició al Dabaibe, a la conca de l'Atrato; on es deia que existia un temple amb grans riqueses; tanmateix, aquesta expedició va ser un fracàs i Núñez de Balboa va quedar ferit pels constants atacs dels indígenes de la regió.
Malgrat això, no va detenir les ambicions de Núñez de Balboa de continuar recorrent novament el Mar del Sud, de manera que va aconseguir secretament un contingent d'homes provinents de Cuba i l'embarcació que els portava es va establir als afores de Santa Maria, l'encarregat de l'embarcació va avisar a Balboa i va donar a aquest la quantitat de 70 castellans. Pedrarias no va tardar a adonar-se de la presència de l'embarcació i furiós va capturar a Núñez de Balboa, li va treure als homes que necessitava i hi estava disposat a tancar el conquistador en una gàbia de fusta; tanmateix, l'arquebisbe de Quevedo va apel·lar perquè no cometés tal càstig.
Per sort, en aquells dies, la Corona espanyola havia reconegut el gran servei de Núñez de Balboa, i el rei l'investia amb el càrrec d'Adelantado del Mar del Sud i Governador de Panamà i Coiba; afegit a això el rei va recomanar a Pedrarias que guardés totes les consideracions i que ho consultés de qualsevol assumpte relacionat a la conquesta i el govern de Castella d'Oro. Això va motivar que Pedrarias absolgués Núñez de Balboa per l'assumpte de l'arribada clandestina d'homes per a la seva campanya.

## Ocàs i mort

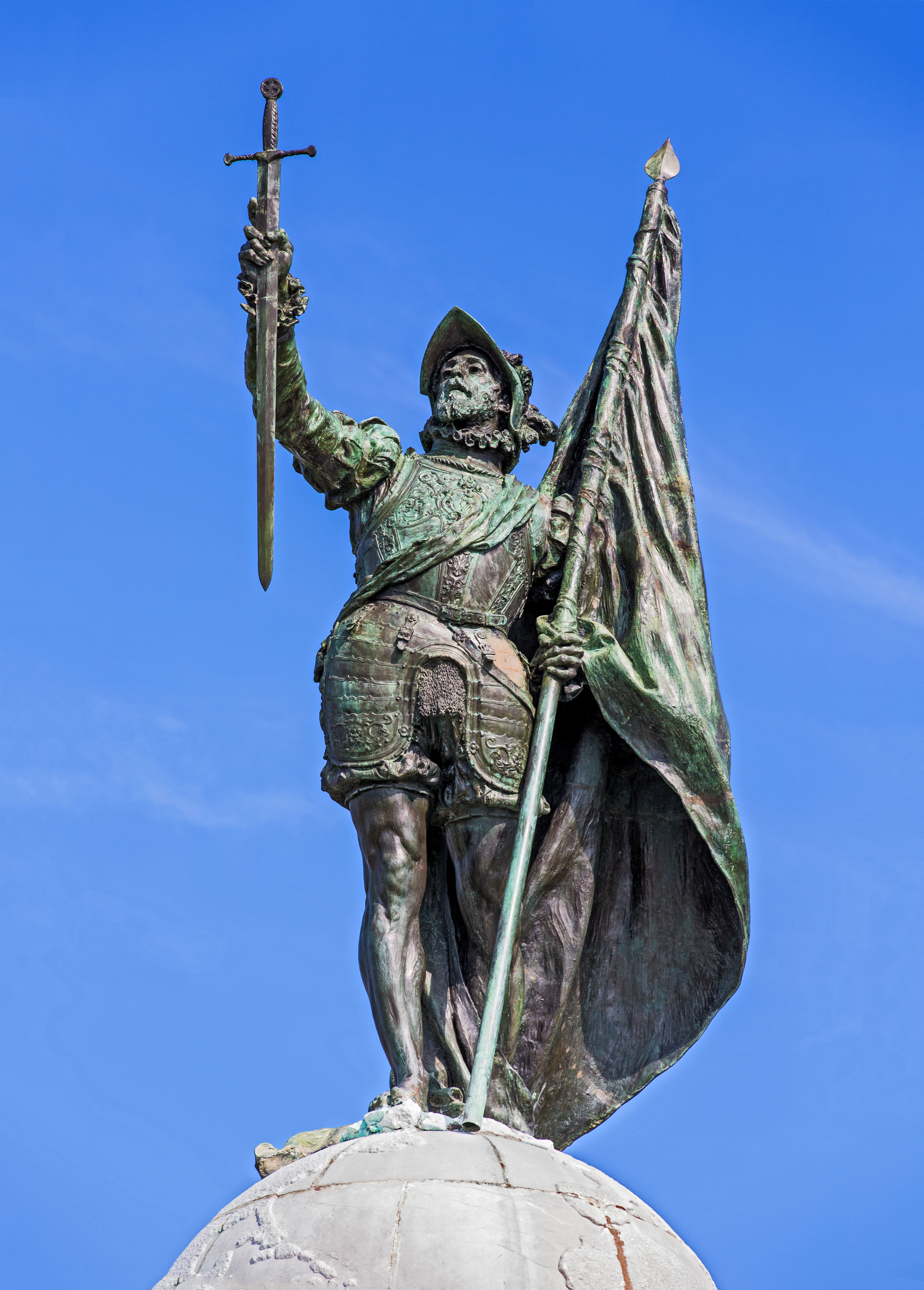
Monument a Basc Núñez de Balboa a la Ciutat de Panamà.

A partir d'aquell moment la rivalitat entre Núñez de Balboa i Pedrarias va cessar de sobte, ajudat en part també per l'acció presa per l'arquebisbe de Quevedo junt amb Isabel de Bobadilla per donar en matrimoni a una de les filles de Pedrarias, María de Peñalosa, que es trobava a Espanya; així es va disposar el matrimoni i l'arquebisbe va partir amb rumb a Espanya. Les relacions amistoses amb Pedrarias van durar amb prou feines dos anys i Núñez de Balboa va començar a tractar-lo amb afecte paternal.
Núñez de Balboa va voler continuar l'exploració del Mar del Sud, però el seu sogre va retardar tot el possible l'inici de l'expedició. Com l'oposició a aquest projecte ja no era sostenible dins de l'aparent cordialitat que regnava entre ambdós, Pedrarias va consentir que Núñez de Balboa dugués a terme l'esmentada expedició, donant llicència al conquistador perquè explorés per un any i mig.
Així entre 1517 i 1518, Núñez de Balboa es va traslladar a Acla amb 300 homes i va aconseguir preparar els materials per fer els vaixells, fent ús d'indígenes i esclaus africans. Va aconseguir traslladar-se fins al riu Balsas on va construir quatre navilis. Va navegar 74 quilòmetres pel Pacífic, recorrent l'arxipèlag de les Perles i després les costes de Darién fins a Port Pinyes, lloc on hi havia moltes d'aquestes pinyes. Durant aquestes exploracions va sentir parlar d'un gran imperi situat a les terres del sud i de les grans riqueses que tenia, per poder viatjar fins a aquestes terres de riqueses il·limitades va tornar a Acla per continuar la construcció d'embarcacions més sòlides que l'hi poguessin portar.
No obstant això, a la tornada Pedrarias li va escriure cartes en termes afectuosos perquè es presentés davant d'ell amb molta urgència, i Balboa va accedir ràpidament. A mig camí es va trobar amb un grup d'homes comandats per Francisco Pizarro, que el va detenir per ordre del governador i va ser acusat de traïdor per intent d'usurpació del poder contra Pedrarias i de tractar de crear un govern a part al Mar del Sud. Núñez de Balboa indignat, va negar aquesta acusació i va sol·licitar que se l'enviés a la Hispaniola o a Espanya per a jutjar-lo; però Pedrarias, d'acord amb l'alcalde d'Espinosa, va ordenar que s'executés el judici al més aviat possible i que es va fer a mitjan gener de 1519. Núñez de Balboa va ser sentenciat per d'Espinosa a la pena de mort el 15 de gener i havia de ser decapitat junt amb quatre dels seus amics, Fernando de Argüello, Luis Botello, Hernán Muñoz i Andrés Valderrábano, acusats de còmplices, al poblat d'Acla, com a demostració que la conspiració tenia arrels a la colònia.
Núñez de Balboa va ser conduït al patíbul amb els seus amics i el pregoner que anunciava l'execució va dir: «Aquesta és la justícia que el Rei i el seu tinent Pedro Arias d'Àvila manen fer contra aquest home per traïdor i usurpador dels territoris de la Corona». Núñez de Balboa no va poder contenir la indignació i va respondre: «Mentida, mentida; mai no he comès semblant crim; he servit el Rei lleialment, sense pensar sinó a augmentar els seus dominis». Pedrarias va observar l'execució, ocult darrere d'un empostissat: un botxí amb una destral va consumar el càstig. Els caps dels decapitats van estar diversos dies exposats al poble, davant de la curiositat i temor dels habitants. Es desconeix la destinació de les restes de Núñez de Balboa, degut en part que els texts i cròniques no esmenten el que va ocórrer després de l'execució.
I va ser així com Francisco Pizarro, en lliurar Nuñez de Balboa a la mort, va aconseguir el suport de Pedrarias per a l'organització de l'expedició que el portaria a la conquesta del Perú, i Gaspar de Espinosa va ser qui va recórrer part del Mar del Sud amb els vaixells que el mateix Núñez de Balboa va manar construir. Després, el 1520, Fernão de Magalhães rebatejaria el mar com Oceà Pacífic, perquè li semblaren aigües calmades.

## El seu llegat
Actualment, el nom de Vasco Núñez de Balboa es dona a parcs i avingudes de Panamà, on hi ha també un monument dedicat a la seva gesta de la presa de possessió del Mar del Sud. En el seu honor s'ha batejat la moneda oficial del país amb la denominació balboa i el seu rostre apareix en l'anvers d'algunes monedes. El seu nom designa així mateix un dels principals ports en el Canal de Panamà al districte que inclou l'arxipèlag de les Perles, lloc que va descobrir ell.
El màxim Orde atorgat pel govern panameny a personatges destacats i excel·lents en l'ordre nacional i internacional va ser establert mitjançant la Llei 27 del 28 de gener de 1933, i s'anomenà l'Orde Vasco Núñez de Balboa amb diverses denominacions de grau.